# Leslie – killen som kommer att glänsa
Leslie - killen som kommer att glänsa, även kallad Filmen om Leslie, är en svensk-norsk dokumentärfilm från 2008 i regi av Stefan Berg.
Filmen skildrar den unge rapartisten Leslie Tay under fem år från dess att han är 14 år tills att han fyller 19 år. Den producerades av Berg tillsammans med Malin Fors och Berg var även fotograf. Premiären ägde rum på biograf Spegeln i Malmö den 14 november 2008.